# Civitanova Marche
Civitanova Marche er en italiensk by (og kommune) i regionen Marche i Italien, med omkring 41.790(2023) indbyggere.